# Bacino di Pescadero
Il bacino di Pescadero  è una depressione sottomarina situata sul fondale marino della regione meridionale del Golfo di California, nell'Oceano Pacifico, al largo della costa dello stato messicano di Sinaloa. Il bacino è il risultato dell'attività di uno dei molti centri di espansione del fondale presenti nel golfo.
Recenti studi hanno rivelato come il bacino di Pescadero sia un campo idrotermale ricco in particolare di camini carbonatici, gli unici finora scoperti nell'Oceano Pacifico, e quindi delle tipiche specie viventi che popolano questi ambienti.
Il bacino è collegato alla faglia di Pescadero, a sud, e alla faglia di Atl, a nord, due delle faglie trasformi della zona di rift del Golfo di California, ossia dell'estensione settentrionale della dorsale del Pacifico orientale.